# Indywidualne Mistrzostwa Świata w Ice Speedwayu 1967
Indywidualne Mistrzostwa Świata w ice speedwayu 1967 – cykl zawodów motocyklowych na lodzie, mający na celu wyłonienie medalistów indywidualnych mistrzostw świata w sezonie 1967. Rozegrano cztery turnieje finałowe. Tytuł wywalczył Boris Samorodow ze Związku Radzieckiego.

## Historia i zasady
W światowym czempionacie wzięło udział 32 zawodników z 12 krajów, biorących udział w dwóch rundach półfinałowych rozgrywanych w Saławacie i Nowosybirsku, które wygrali odpowiednio Wiaczesław Dubinin i Boris Samorodow. Seria finałowa składała się z czterech jednodniowych rund, spośród których dwie zostały rozegrane na stadionie Stroitiel w Ufie, kolejna na stadionie Dinamo w Moskwie, czwarta, ostatnia na Mototreku w Leningradzie. W porównaniu z poprzednimi mistrzostwami zmieniono system punktacji, liczyły się punkty biegowe zdobyte w rundach finałowych, przy czym w końcowej klasyfikacji odrzucano najsłabszy rezultat.
Boris Samorodow wygrał oba finały rozgrywane w Ufie, punkt stracił dopiero w trzeciej rundzie w Moskwie, na rzecz Antonína Švába w pierwszym biegu. W rundzie tej zapewnił sobie jednak tytuł mistrzowski. Niższe stopnie podium mistrzostw świata zajęli jego rodacy  – Wiaczesław Dubinin i Władimir Cybrow. Obrońca tytułu mistrzowskiego z 1966 roku – Gabdrachman Kadyrow, tylko raz stanął na podium w rundzie w Moskwie (2. miejsce), szczególnie nieskutecznie zaprezentował się w Leningradzie, gdzie zajął 9. miejsce. W klasyfikacji generalnej uplasował się na 5. pozycji.

## Zawodnicy
Obsada mistrzostw została ustalona na podstawie eliminacji rozegranych w Leningradzie i Nowosybirsku, w których brali udział zawodnicy z 12 krajów. W rozgrywkach finałowych wystąpili przedstawiciele ośmiu z nich (nie zakwalifikowali się zawodnicy z Bułgarii, Finlandii, Mongolii i Wielkiej Brytanii).
Stali uczestnicy
- ZSRR – Władimir Cybrow, Wiaczesław Dubinin, Gabdrachman Kadyrow, Wsiewołod Nierytow, Boris Samorodow
- Czechosłowacja – Stanislav Kubíček, Pavel Mareš, Antonín Šváb
- Szwecja – Olle Åhnström, Jan Ekeroth, Kurt Westlund
- Austria – Helmut Walch
- Jugosławia – Drago Perko
- NRD – Hans-Jürgen Fritz
- Polska – Norbert Świtała
- RFN – Peter Knott

Zawodnicy rezerwowi
- NRD – Eberhard Kammler
- Szwecja – Leif Enecrona

## Terminarz
| Lp.      | Data           | Stadion   | Miasto      | Zwycięzca          |
| -------- | -------------- | --------- | ----------- | ------------------ |
| półfinał | 22 – 23 lutego | Stroitiel | Saławat     | Wiaczesław Dubinin |
| półfinał | b.d.           | Motodrom  | Nowosybirsk | Władimir Cybrow    |
| 1        | 25 lutego      | Stroitiel | Ufa         | Boris Samorodow    |
| 2        | 26 lutego      | Stroitiel | Ufa         | Boris Samorodow    |
| 3        | 1 marca        | Dinamo    | Moskwa      | Boris Samorodow    |
| 4        | 3 marca        | Mototrek  | Leningrad   | Władimir Cybrow    |

## Klasyfikacja końcowa
| Poz | Zawodnik            | 1  | 2  | 3  | 4  | Punkty |
| --- | ------------------- | -- | -- | -- | -- | ------ |
| 1   | Boris Samorodow     | 15 | 15 | 14 | 13 | 44     |
| 2   | Wiaczesław Dubinin  | 14 | 12 | 10 | 14 | 40     |
| 3   | Władimir Cybrow     | 13 | 10 | 4  | 14 | 37     |
| 4   | Antonín Šváb        | 7  | 13 | 13 | 10 | 36     |
| 5   | Gabdrachman Kadyrow | 8  | 11 | 13 | 7  | 32     |
| 6   | Wsiewołod Nierytow  | 10 | 9  | 12 | 10 | 32     |
| 7   | Norbert Świtała     | 4  | 8  | 8  | 12 | 28     |
| 8   | Kurt Westlund       | 9  | 9  | 8  | 8  | 26     |
| 9   | Pavel Mareš         | 9  | 8  | 9  | 5  | 26     |
| 10  | Stanislav Kubíček   | 7  | 8  | 9  | 6  | 24     |
| 11  | Drago Perko         | 6  | 5  | 7  | 8  | 21     |
| 12  | Peter Knott         | 8  | 5  | 5  | 2  | 18     |
| 13  | Hans-Jürgen Fritz   | 4  | 2  | 3  | 1  | 9      |
| 14  | Helmut Walch        | 2  | 3  | 1  | 3  | 8      |
| 15  | Olle Åhnström       | 2  | 1  | 0  | 4  | 7      |
| 16  | Jan Ekeroth         | 1  | 1  | 3  | 3  | 7      |
| 17  | Leif Enecrona       | 0  | ns | 1  | ns | 1      |
| 18  | Eberhard Kammler    | ns | ns | ns | ns | 0      |